# Rancho Grande, San Juan Bautista Valle Nacional
Rancho Grande är en ort i Mexiko.   Den ligger i kommunen San Juan Bautista Valle Nacional och delstaten Oaxaca, i den sydöstra delen av landet, 300 km sydost om huvudstaden Mexico City. Rancho Grande ligger 827 meter över havet och antalet invånare är 136.
Terrängen runt Rancho Grande är lite bergig. Runt Rancho Grande är det ganska glesbefolkat, med 47 invånare per kvadratkilometer. Närmaste större samhälle är San Juan Bautista Valle Nacional, 7,9 km söder om Rancho Grande. I omgivningarna runt Rancho Grande växer i huvudsak städsegrön lövskog.